# 小松直之
小松 直之（こまつ なおゆき、1965年1月6日 - ）は、日本の男性漫画家、イラストレーター。秋田県南秋田郡若美町（現在の男鹿市若美地区）出身。血液型はAB型。
秋田県立秋田高等学校卒業。東北大学工学部を進級年限修了退学。

## 人物
東北大学の理系学部を退学後、文学座演技部研究生という異色の経歴の持ち主。
月刊漫画誌「コミックアレ!」（マガジンハウス）で連載した『電脳巡警』で、第1回COMICアレ!マンガ大賞新人賞を受賞。この漫画は、眼鏡をかけた紳士的なアンドロイドが主人公の刑事の相棒になって二人で活躍するという、近未来的なSF物である（ちなみに第1話は、相棒がアンドロイドであることに主人公が気づかないまま終わる）。
また、軍学に精通する兵頭二十八との共著が多数ある。
格闘技・武道に興味を持っており、論客として『武道通信』などのウェブサイトの対談に何度も参加している。

## 作品の傾向
- 軍事関係・テロ対策に精通し、作品にもそれが生かされている。
- 兵器の描写はリアル、人物の描写は走り描き風の似顔絵タッチの画風であり、異彩を放っている。

## 作品リスト
- 『電脳巡警 (1)』マガジンハウス、1995年、ISBN 978-4838706761
- 『電脳巡警 (2)』マガジンハウス、1997年、ISBN 978-4838709502
- 『電脳巡警 (3)』マガジンハウス、1998年、ISBN 978-4838710034

### 共著
- 宗像和広・三貴雅智・小松直之・兵頭二十八著『並べてみりゃ分る第二次大戦の空軍戦力 - 600機の1/72模型による世界初の立体的比較!』銀河出版、1997年、ISBN 978-4906436835
- 小松直之劇画、兵頭二十八原作・解説『イッテイ - 13年式村田歩兵銃の創製』四谷ラウンド、1998年、ISBN 978-4946515231
- 兵頭二十八・小松直之著『日本の高塔 - 写真&イラスト』四谷ラウンド、1999年、ISBN 978-4946515385
- 兵頭二十八著、小松直之画『学校で教えない現代戦争学 - 文民のための軍事講座』並木書房、2002年、ISBN 978-4890631568
- 沢村三恵子・下田伸子著、小松直之画『にほんご45じかんれんしゅうちょう - 練習問題・解答』専門教育出版、2004年、ISBN 978-4883243709
- 小松直之画、平山隆一文『マンガで読む　たった一人のテロ対策 - 極限のサバイバル』並木書房、2006年、ISBN 978-4890632053
- 沢村三恵子・下田伸子著、小松直之画『にほんご45じかん』専門教育出版、2009年、ISBN 978-4883243693
- 兵頭二十八著、小松直之画『大日本国防史 - 歴代天皇戦記』並木書房、2011年、ISBN 978-4890632671
- 「別冊宝島」（挿絵）
  - No.1363『栗林忠道・硫黄島の戦い』“忠道の戦術戦略”
  - No.1393『石原莞爾・満州国を作った男 - 実録小説・2.26事件』
  - No.1421『施行60年！・ビジュアル日本国憲法 - シミュレーション小説・沖縄にある日C国軍が』
  - No.1449『東條英機・皇国の殉教者』
  - No.1468『真実の日本戦史』